# Forever Halloween
Forever Halloween è il quarto album in studio del gruppo musicale statunitense The Maine, pubblicato nel 2013.

## Tracce
- Edizione Standard

1. Take What You Can Carry – 3:00
2. Love & Drugs – 3:30
3. Run – 3:39
4. White Walls – 4:23
5. Happy – 2:43
6. Birthday in Los Angeles – 3:17
7. Blood Red – 3:18
8. Kennedy Curse – 3:48
9. Sad Songs – 3:21
10. Fucked Up Kids – 4:35
11. These Four Words – 4:08
12. Forever Halloween – 5:26

- Tracce Bonus - Edizione Deluxe

1. So Criminal – 3:27
2. Vanilla – 4:07
3. Ugly on the Inside – 3:56
4. Bliss – 3:25
5. Ice Cave – 4:55

## Formazione
- John O'Callaghan – voce, piano
- Jared Monaco – chitarra
- Kennedy Brock – chitarra, voce
- Garret Nickelsen – basso
- Pat Kirch – batteria, percussioni